# Zamek Miranda
Zamek Miranda – nieistniejący już zamek w regionie Namur w belgijskich Ardenach. Zamek znajdował się nieopodal miejscowości Celles.

## Architektura
Zamek był utrzymany w neogotyckim stylu architektonicznym, a jego projekt opracował brytyjski architekt Edward Milner, który przedwcześnie ginąc nie doczekał czasu ukończenia zamku.

## Historia budynku

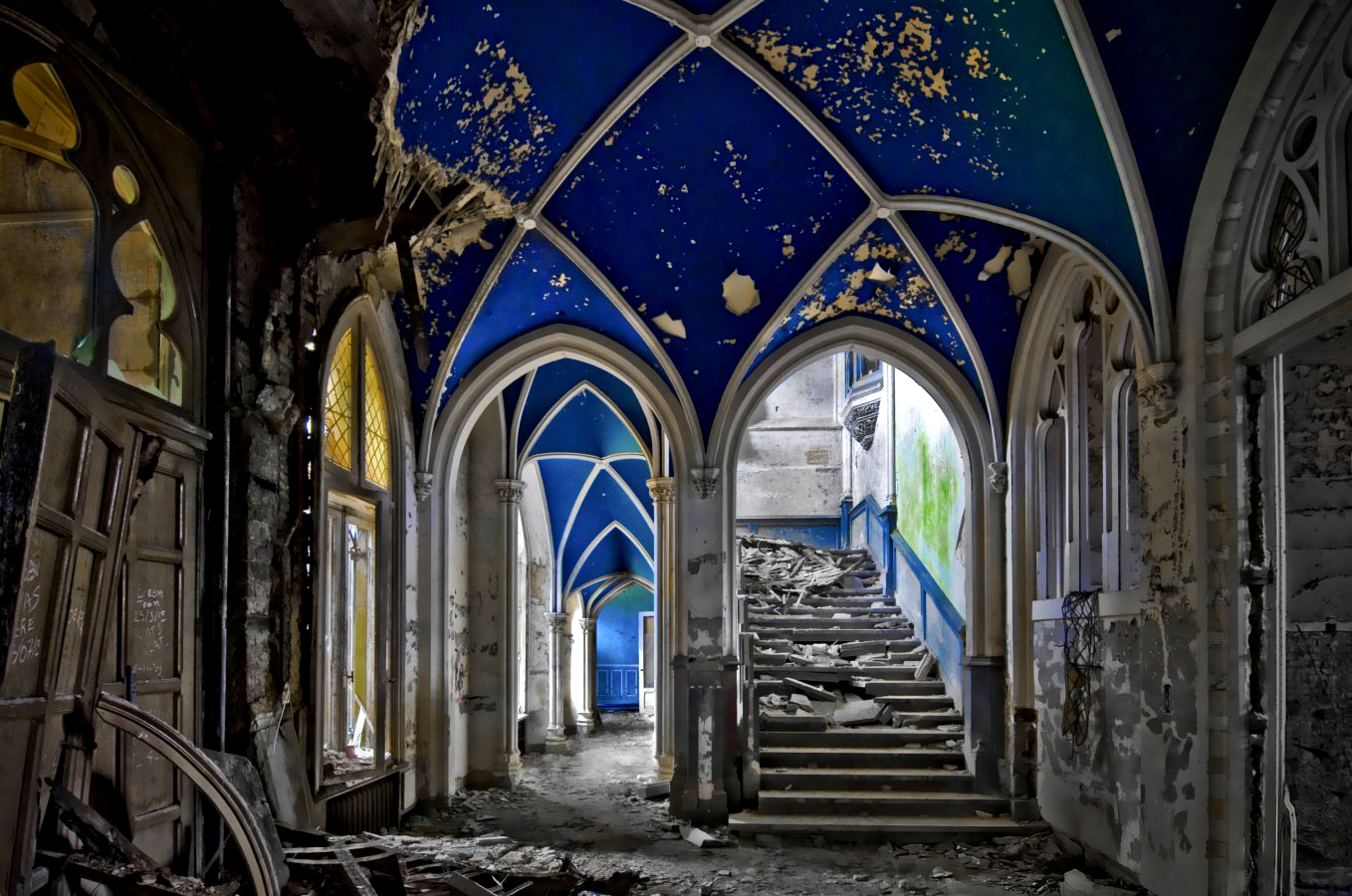
Wnętrze

Zamek wybudowany został w 1866 roku na zlecenie szlacheckiej rodziny Liedekerke de Beaufort która w trakcie rewolucji francuskiej musiała opuścić zamek rodzinny Vêves. W zamku Miranda przebywali do II wojny światowej, gdy rodzina została zmuszona do opuszczenia zamku przez nazistów, którzy okupowali zamek i używali go jako koszar i biur do końca wojny. W roku 1950 zamek Miranda został przejęty przez Narodowe Towarzystwo Kolei Belgijskich (fr. Société Nationale des Chemins de Fer Belges) i zmieniono nazwę na Castle Noisy. Funkcjonował jako sierociniec oraz ośrodek wakacyjno-sanatoryjny przeznaczony dla chorych dzieci pracowników kolei, zapewniając im możliwość korzystania z świeżego powietrza, spożywania zdrowego jedzenia oraz uczestnictwa w aktywnościach fizycznych. W latach 80. XX wieku został opuszczony, a jego właściciele rozpoczęli poszukiwanie inwestorów chcących utworzyć w nim hotel. Inwestorów nie znaleziono, a zamek popadał w dalszą ruinę na skutek pożaru z 1995 roku i uderzenia pioruna z 2006. Został wyburzony w latach 2016-2017.